# Anthophora tetradonta
Anthophora tetradonta är en biart som beskrevs av Cockerell 1933. Anthophora tetradonta ingår i släktet pälsbin, och familjen långtungebin. Inga underarter finns listade i Catalogue of Life.